# クリエイティブ (広告)
クリエイティブ（creative, creativity）とは、広告などの制作物、また広告代理店においては、アートディレクターやデザイナー、コピーライターなどといったクリエイターが在籍する制作部門のことを指す場合もある。
英語では本来形容詞であるが、広告用語では名詞として使用される。

## 解説
物理的な制作（製作）物自体や媒体のことではなく、主に新聞・雑誌広告・CMなどのマス広告や、広報・CI・キャンペーンなどにおいて、クリエイターによって考案・計画・制作されたコンテンツを指す。
企画・グラフィック・コピーなどのアイディアや表現によって構成されたもの。